# Swatara Township (comté du Dauphin, Pennsylvanie)
Swatara Township est un township situé au sud-ouest de la partie centrale du comté de Dauphin, en Pennsylvanie, aux États-Unis. En 2010, il comptait une population de 23 362 habitants.

## Démographie
Lors du recensement de 2010, le township comptait une population de 23 362 habitants. Elle est estimée, en 2016, à 24 651 habitants.

### Source de la traduction
- (en) Cet article est partiellement ou en totalité issu de l’article de Wikipédia en anglais intitulé « Swatara Township, Dauphin County, Pennsylvania » (voir la liste des auteurs).